# CPA Canada
 (février 2021).
Si vous disposez d'ouvrages ou d'articles de référence ou si vous connaissez des sites web de qualité traitant du thème abordé ici, merci de compléter l'article en donnant les références utiles à sa vérifiabilité et en les liant à la section « Notes et références ».
 (décembre 2017).
L'Institut canadien des comptables agréés, dont le nom a été déposé avec la typographie : « Institut Canadien des Comptables Agréés (ICCA) », était une entité chargée de représenter les Comptables agréés du Canada, sur la scène nationale et internationale. L'institut et les ordres provinciaux et territoriaux de comptables agréés regroupaient environ 75 000 CA et 12 000 étudiants au Canada et aux Bermudes.
L'ICCA menaient des recherches sur des sujets d'actualité dans le domaine des affaires, et soutenaient l’établissement des normes de comptabilité, d’audit et d’assurance pour les secteurs privé et public ainsi que pour les organismes sans but lucratif. Il publiait des recommandations sur le contrôle et la gouvernance ainsi que des documents destinés à la profession comptable. Il élaborait des programmes de formation continue. L’ICCA était l’un des membres fondateurs de la Fédération internationale des experts comptables (IFAC) et de la Global Accounting Alliance (GAA).
La profession comptable au Canada est maintenant unifiée et est représentée par CPA Canada.